# Bataille de Liebertwolkwitz
Sixième Coalition
Batailles
Campagne de Russie (1812)
- Liste des batailles
- Mir
- Moguilev
- Ostrovno
- Vitebsk
- Kliastitsy
- Smolensk
- 1re Polotsk
- Valoutina Gora
- Moskova
- Moscou
- Winkowo
- 2e Polotsk
- Maloïaroslavets
- Gorodnia
- Czaśniki
- Viazma
- Smoliani
- Krasnoï
- Bérézina

Campagne d'Allemagne (1813)
- Dantzig
- Lunebourg
- Möckern
- Lützen
- Bautzen
- Reichenbach
- Haynau
- Luckau
- Hoyerswerda
- Lauenbourg
- Goldberg
- Gross Beeren
- Katzbach
- Dresde
- Kulm
- Dennewitz
- Peterswalde
- Liebertwolkwitz
- Leipzig
- Hanau
- Sehested
- Torgau
- Hambourg

Campagne de France (1814)
- Sainte-Croix-en-Plaine
- Besançon
- Mayence
- Metz
- Saint-Avold
- 1re Saint-Dizier
- Brienne
- La Rothière
- Campagne des Six-Jours (Champaubert
- Montmirail
- Château-Thierry
- Vauchamps)
- Mormant
- Montereau
- Bar-sur-Aube
- Saint-Julien
- Laubressel
- Berry-au-Bac
- Craonne
- Coutures
- Laon
- Soissons
- Mâcon
- Reims
- Saint-Georges-de-Reneins
- Limonest
- Arcis-sur-Aube
- Fère-Champenoise
- 2e Saint-Dizier
- Meaux
- Claye
- Villeparisis
- Paris

- Feistritz
- Caldiero (en)
- Trieste
- Mincio

- Hoogstraten (de)
- Anvers
- Berg-op-Zoom
- Courtrai

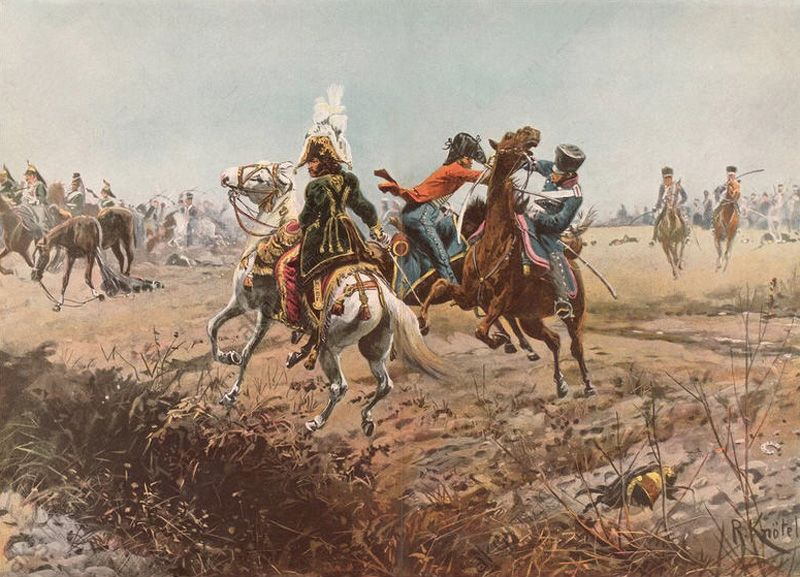
Bataille de cavalerie de Liebertwolkwitz. Le maréchal Murat (au premier plan) échappe à la capture. Peinture de Richard Knötel

La bataille de Liebertwolkwitz, également connue sous le nom de bataille de cavalerie de Liebertwolkwitz ou de bataille de cavalerie de Güldengossa, est un affrontement militaire entre les troupes de la Sixième Coalition et les unités de la Grande Armée de Napoléon au sud de Leipzig le 14 octobre 1813, deux jours avant le début de la bataille décisive de Leipzig.

## Situation initiale
Les forces alliées ont déjà infligé de sévères défaites aux armées de Napoléon lors de la campagne d'automne 1813, laissant peu de marge d'initiative au général français. En octobre, Napoléon a tenté en vain d'engager l'armée de Silésie de Blücher, qui traverse l'Elbe depuis la victoire de Wartenburg le 3 octobre. Blücher a intelligemment détourné ses forces vers Halle, donnant ainsi à la principale armée (de) alliée sous les ordres de Schwarzenberg la possibilité de marcher vers le nord-ouest depuis la zone frontalière entre la Saxe et la Bohême. Napoléon a assigné environ 50 000 hommes sous le commandement de Murat, qui se trouvent initialement entre Leipzig et les Monts Métallifères et se retirent de plus en plus vers Leipzig à mesure que l'armée principale avance. Murat a demandé à plusieurs reprises son soutien à Napoléon contre Schwarzenberg, ce que Napoléon approuve finalement le 13 octobre. Il pense que Blücher est à une distance suffisante pour avoir suffisamment de temps pour vaincre l'armée principale. Napoléon marche vers le sud depuis Düben. Murat a désormais retiré ses positions sur une ligne située à quelques kilomètres au sud de Leipzig. L'avant-garde alliée se trouve déjà juste en face de lui dans la nuit du 14.

## Déroulement de la bataille
Schwarzenberg ordonne une violente reconnaissance de epuis son quartier général d'Altenbourg dans la matinée du 14 octobre. L'avant-garde de l'armée principale, toujours en marche, est censée explorer les positions françaises au sud de Leipzig et, si possible, repousser l'ennemi plus loin. Sous le commandement du général Wittgenstein, 3 000 cavaliers russes sont censés effectuer des reconnaissances. Les deux corps d'infanterie d'Eugène de Wurtemberg et de Gortchakov, le corps de cavalerie de Pahlen (de) et le corps de Klenau et Kleist, qui comprennent également la cavalerie de réserve de Röder, lui sont toujours subordonnés. Les alliés affrontent environ 50 000 hommes. Le corps Poniatowski avec 6 000 hommes est implanté à Connewitz, Lößnig, Dölitz et Markkleeberg. Le 2e corps sous le commandement de Victor se trouve à Wachau avec 15 000 hommes et le 5e corps avec 12 700 hommes sous les ordres de Lauriston est à Liebertwolkwitz. La réserve est composée du 9e corps Augereau avec 10 000 hommes à Thonberg, une division de la Jeune Garde, un total de 4 000 cavaliers des divisions Milhaud, Berkheim et L'Héritier et 2 000 cavaliers polonais.
La bataille commence à 9 heures du matin. Au début, Murat prend le commandement depuis le « tilleul Napoléon » dans le jardin du manoir de la Wachau. L'avancée des alliés commence sur l'aile droite avec l'attaque du corps de Klenau sur Großpösna, qui n'est que faiblement défendue. Les attaques contre Liebertwolkwitz sont menées de manière inadéquate au cours des premières heures. Ce n'est que vers 11 heures du matin que les Français trouvent leur flanc menacé lorsque la division Maison est encerclée par les Autrichiens à Seifertshein, Holzhausen et à Kolmberg à l'est de Liebertwolkwitz. Entre 11h30 et 12h30, Klenau réussit à conquérir Liebertwolkwitz, mais le perd un peu plus tard à cause de la contre-attaque de Murat et le reprend à 14 heures. Les Français reprennent le village, doivent l'abandonner après une brève menace de la cavalerie russe sur leurs arrières et le tiennent finalement à partir de 18 heures tandis que Klenau se replie sur Großpösna.
À partir de 10 heures du matin, Kleist attaque le sud de Güldengossa avec plusieurs régiments de cavalerie prussiens. Au même moment, Röder et ses unités avancent sur la Wachau et le Markkleeberg. L'attaque contre Güldengossa et Wachau est également soutenue à partir de midi par le corps d'Eugen von Württemberg, qui prend position entre les deux villages. Cependant, la prise des deux villages est empêchée par les nombreuses unités françaises qui se sont retranchées dans la ferme de moutons d'Auenhain, qui, à la limite de Güldengossa, est constituée d'imposants bâtiments en brique. Une canonnade de l'artillerie alliée sur le Wachtberg près de Güldengossa et de l'artillerie française sur le Galgenberg (de) entre Wachau et Liebertwolkwitz donne lieu à de nouvelles attaques mutuelles de cavalerie, qui épuisent tellement les deux camps que les combats sont temporairement arrêtés à partir de midi. Vers 13 heures, Murat mène une attaque avec environ 5 000 cavaliers contre le centre des Alliés, utilisant à peu près le même nombre de cavalerie. Murat échappe de peu à la capture. Vers 14 heures, les cavaliers prussiens et russes font irruption sur les deux flancs du centre français et poursuivent les Français jusqu'à la Wachau, où ils doivent céder à des tirs massifs. De même, les contre-attaques de Murat échouent à cause de l'artillerie prussienne sur le Wachtberg. Parfois, il y a jusqu'à 14 000 cavaliers sur le champ de bataille lors de ces batailles. À partir de 17 heures, les combats dans le centre cessent.
Malgré de gros efforts, les unités russes et prussiennes de l'aile gauche dirigées par Pahlen et Röder ne parviennent pas à chasser les Polonais de leurs positions. Cependant, les tentatives de Poniatowski pour s'échapper de Markkleeberg échouent tout aussi sanglantes. En raison de la forte résistance des défenseurs, les alliés ont ordonné à de nombreuses unités supplémentaires du sud d'entrer sur le champ de bataille, jusqu'à ce qu'environ 60 000 hommes affrontent Murat en fin d'après-midi. Néanmoins, Schwarzenberg ordonne d'interrompre la bataille.

## Résultat
En interrompant les attaques et en revenant des deux côtés à leurs positions de départ respectives dès le matin, le résultat peut être considéré comme un match nul. Murat réussit à remporter une victoire tactique en retardant les attaques alliées et leur avance sur Leipzig jusqu'à ce que Napoléon soit en mesure de déplacer les principales forces de l'armée au sud de Leipzig le 16 octobre. Les alliés amènent également la majeure partie de l’armée principale dans les jours suivants. Les alliés remportent une victoire stratégique en infligeant de nouvelles pertes à la cavalerie de Napoléon, qui est déjà à peine au niveau de l'objectif, ce qui entraîne un affaiblissement significatif du côté français dans les jours suivants. Les pertes des alliés ne sont cependant pas si graves. Les positions des deux camps restent inchangées et sont à nouveau âprement disputées le 16 octobre. La plupart des positions et villages clés ne sont évacués par les Français que le 18 octobre.